# Tel Sachar
Tel Sachar (hebrejsky: תל סחר, někdy zván též Tel Megadim, תל מגדים) je pahorek o nadmořské výšce 22 metrů v severním Izraeli.
Leží v pobřežní nížině cca 11 kilometrů jihojihozápadně od centra Haify, na západním okraji vesnice Megadim, nedaleko břehu Středozemního moře. Má podobu nevýrazného návrší, které vystupuje z jinak zcela ploché krajiny. Podél západního okraje vrchu prochází dálnice číslo 2, z východní strany je sevřen tělesem železniční trati. Zhruba 1 kilometr severně odtud stojí podobný pahorek Tel Kara'a.
Pahorek patrně fixuje místo, kde ve starověku stálo sídlo Karta (קרתא), které v době okolo 3. století před naším letopočtem prodělávalo vrcholný rozmach jako přístavní město napojené na fénický obchod. Později bylo opuštěno, ještě před tažením Alexandra Velikého do Egypta. V moderní době bylo okolí pahorku výrazně narušeno výstavbou železniční trati a dálnice.